# Кира (Фокида)
Ки́ра (греч. Κίρρα) — приморский малый город в Греции, на месте древнего города Кирры. Расположен на высоте 5 метров над уровнем моря, на северном побережье Коринфского залива, в 2 километрах к востоку от Итеи, в 7 километрах к юго-западу от Дельф, в 12 километрах к юго-востоку от Амфисы, в 53 километрах к востоку от Нафпактоса и в 123 километрах к северо-западу от Афин. Входит в общину (дим) Дельфы в периферийной единице Фокиде в периферии Центральной Греции. Население 1385 жителей по переписи 2011 года. Площадь 6,05 квадратного километра.
К северо-западу от города проходит национальная дорога 48, часть европейского маршрута E65, которая связывает Киру с Нафпактосом, Дельфами и Левадией. Национальная дорога 27, часть европейского маршрута E65 связывает Киру с Амфисой и Ламией на севере.

## История

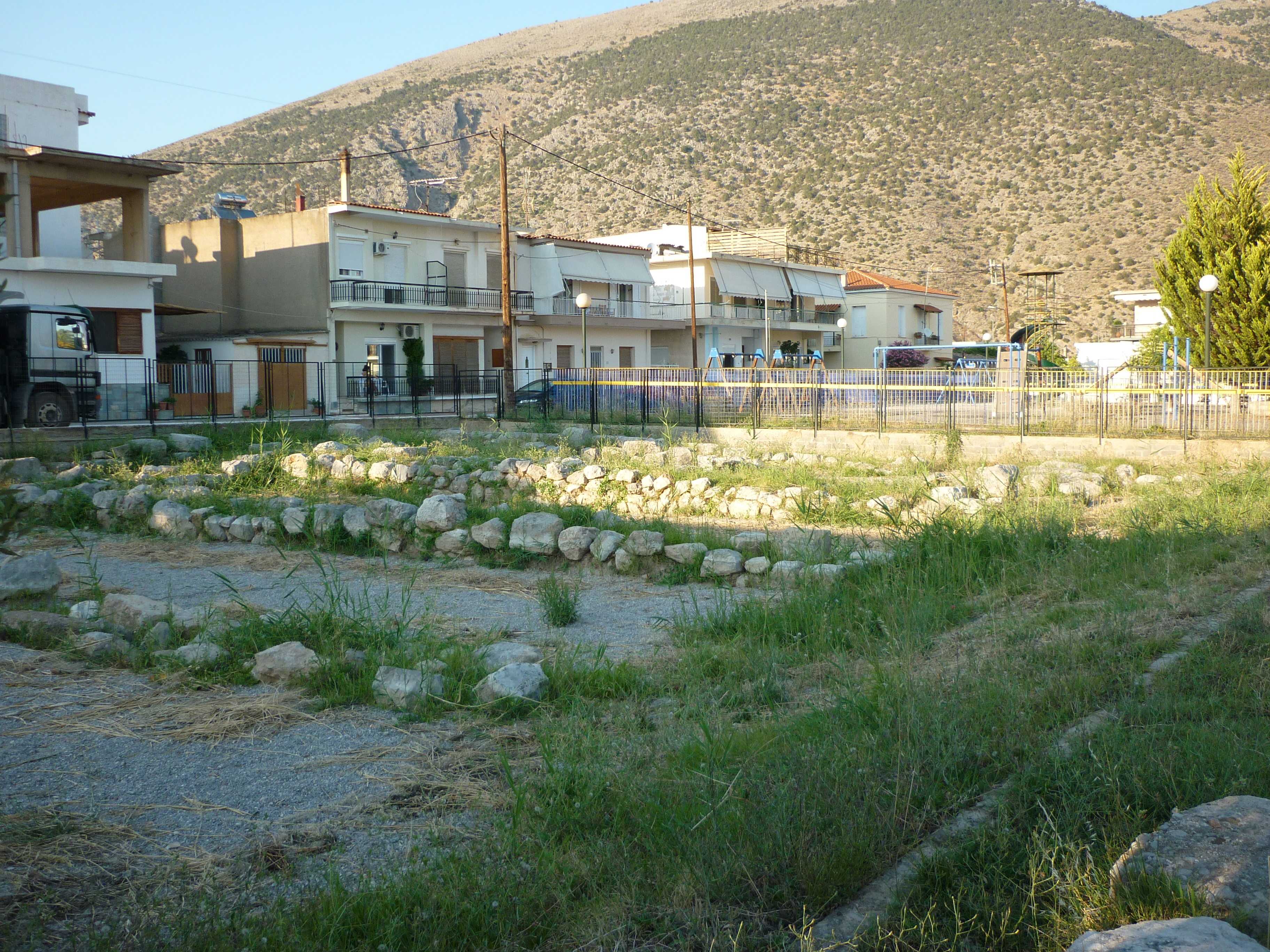
Руины Кирры

Древний город Ки́рра (Κίρρα) в Фокиде служил гаванью для Дельф. Предполагается, что своё название город получил от имени нимфы Кирры.
В древние времена Кирра была укрепленным городом, который контролировал доступ к Дельфам со стороны Коринфского залива. Благодаря стратегическому расположению города-гавани, гражданам Кирры предоставлялась возможность беспрепятственно обирать паломников на их пути к дельфийскому оракулу святилища Аполлона в Дельфах, проводить сбор налогов и аннексировать земли, принадлежащие священному храму. Такой ход событий привёл к тому, что сформировалась амфиктиония или дельфийский союз — военный союз, предназначенный для защиты Дельф, около 600 года до н. э. Кирре предстояло разделить судьбу Крисы. Представители Лиги посоветовались с оракулом по поводу притеснений гавани Кирры и ответом стал призыв к тотальной войне, получившей название Священной. Члены Лиги обязались полностью уничтожить Кирру и опустошить все её близлежащие окрестности. Для этой цели они объявили проклятие от имени Аполлона, гласящее, что земля Кирры должна перестать плодоносить, что дети её женщин и потомство их скота должны стать бесплодны, и что всех людей, проживающих в городе, следовало перебить.
Война велась в течение десяти лет (595—585 до н. э.) и получила известность, как Первая Священная война.
Была дана команда Клисфену, бывшему тирану Сикиона, использовать свой могучий флот, чтобы блокировать город-порт, ещё перед тем, как союзниками амфиктионии будет осаждена Кирра. То, что произошло после проведения этой акции остаётся предметом многих дискуссий. Первая гипотеза, и поэтому, вероятно, самая достоверная, исходит от писателя-медика Фессалийского, жившего в V веке до н. э. Он сообщал, что нападавшие обнаружили секретный водопровод, ведущий к городу, найденный ими случайно, когда об одну из его труб ударилось копыто лошади. Асклепиад, один из врачевателей, известный среди них, как Небро, посоветовал союзникам, отравить воду морозником. Действие морозника вскоре скажется на защитниках города как сильное расслабляющее средство, заразив их диареей, которая не позволит продолжать противостояние натиску осаждающих. Кирра была захвачена и всё население перебито. Небро был предком Гиппократа, уроженца острова Кос и эта история приводила многих к размышлению: не могло ли чувство вины за использование яда его предком, толкнуть этого врача к введению клятвы Гиппократа с одноимённым названием.
Историки позже повествовали по-разному.
Секст Юлий Фронтин, писал в I веке, что после обнаружения подземного водопровода, Амфиционы решили разрушить его, с целью временного перерыва в поступлении питьевой воды в осаждённый город. Через некоторое время, они восстановили трубу, позволяя воде течь как и прежде в город. Граждане, в отчаянии, сразу начали пить, не зная, что по приказу Клисфена она была отравлена морозником. Согласно Полиэну, римскому писателю второго века, после того, как водопровод был обнаружен, нападавшие добавили в воду морозник, заразив им источник, из которого шла вода, не лишая жителей города, снабжения питьевой водой. Полиэн также уверял, что это был вовсе не Клисфен, автором того решающего стратегического удара, но генерал Эврилох, правитель Лариссы, возглавлявший Фессалийский Союз. Он и был тем стратегом, посоветовавшим своим союзникам, чтобы они собрали большое количество морозника близ Андикиры, который в тех местах рос обильно. Истории Фронтина и Полиэна вели к одному и тому же результату, как и история Фессала: поражению Кирры.
Последней важной вехой, которая имела отношение к созданию новой теории осады был Павсаний в III веке до н. э. По его версии хода событий Солон Афинский изменил течение реки Плиста (Πλειστός) таким образом, чтобы воды её не протекали более через Кирру. (Той же самой реки, на берегах которой находилась разрушенная Криса!) Солон надеялся сломить народ Кирры жаждой, но он забывал о том, что противник мог получать достаточное количество воды из колодцев и от сбора дождевой воды. Именно Солон предлагал добавить большое количество корней чемерицы в водный поток Плиста выше Кирры. Последующее отравление вод реки давало союзникам возможность ускорить уничтожение города.

## Население
| Год  | Население, человек |
| ---- | ------------------ |
| 1991 | 1168               |
| 2001 | 1266               |
| 2011 | ↗ 1385             |